# Dunai
Dunai (nep. दुनै) – gaun wikas samiti w zachodniej części Nepalu w strefie Karnali w dystrykcie Dolpa. Według nepalskiego spisu powszechnego z 2001 roku liczył on 428 gospodarstw domowych i 2136 mieszkańców (1022 kobiet i 1114 mężczyzn).